# Шахтное поле
Шахтное поле — месторождение или его часть, отведенная для разработки одной шахтой.
В шахтном поле угольной шахты может быть один или несколько угольных пластов. Шахтное поле имеет свои границы, которые определяют его размеры. Границы шахтного поля бывают естественными, когда они проходят по большим геологическим нарушениям, или когда пласты выходят под наносы, и искусственными — определенными в процессе выделения поля конкретной шахты.
Шахтному полю по мере возможности стремятся придать форму прямоугольника, вытянутого в направлении простирания пласта. Поскольку пласты угля редко имеют выдержанное залегание и зачастую пересекаются геологическими нарушениями, форма шахтного поля может существенно варьировать.
Расстояние между границами шахтного поля по простиранию называют размером шахтного поля по простиранию и обозначают буквой S. Нижнюю и верхнюю границы шахтного поля, если они являются искусственными границами, стремятся задать по изогипсам пласта. Верхнюю границу называют границей по восстанию, или верхней технической границей, нижнюю границу — границей по падению, или нижней технической границей, боковые границы — границами по простиранию. Расстояние между верхней и нижней техническими границами называют размером шахтного поля по падению и обозначают буквой — Н.
Реальные размеры шахтных полей такие:
- для пологих пластов от 3 до 10-12 км по простиранию и от 1,5 до 5 км по падению;
- для крутых — от 2,5 до 7 км по простиранию и от 0,8 до 1,5 км по падению.

Характер залегания угольного пласта на чертежах достаточно полно отображается изогипсами.
Для изображения формы залегания пласта угля изогипсы его почвы или кровли проецируют при залегании под углом 0-60° на горизонтальную, а при большем угле залегания — на вертикальную плоскость.
Количество полезных ископаемых в пределах шахтного поля называют запасами шахтного поля.